# 群馬県道・長野県道124号上野小海線
群馬県道・長野県道124号上野小海線（ぐんまけんどう・ながのけんどう124ごう うえのこうみせん）は、群馬県多野郡上野村と長野県南佐久郡小海町を結ぶ一般県道。

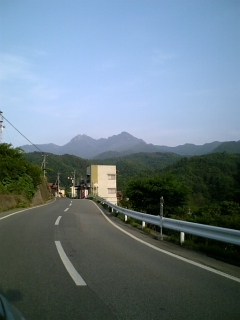
北相木村地内（2006年6月）。正面に御座山を望む。

## 概要
- 起点：群馬県多野郡上野村楢原（国道299号交点）
- 終点：長野県南佐久郡小海町豊里（国道141号交点）

## 沿革
- 1982年（昭和57年）7月16日：群馬県より道路法に基づき、上野小海線（群馬県多野郡上野村 - 長野県南佐久郡小海町、重要な経過地：長野県南佐久郡北相木村、整理番号335）として路線認定される[1]。
- 1983年（昭和58年）1月20日：群馬県内区間の供用開始[2]。

## 通過する自治体
- 群馬県多野郡
  - 上野村
- 長野県南佐久郡
  - 北相木村 - 小海町

## 峠
- ぶどう峠

## 交差・接続する道路
- 群馬県
  - 国道299号：多野郡上野村楢原（起点）
- 長野県
  - 長野県道2号川上佐久線：南佐久郡北相木村 - 小海町小海 ※一部重複
  - 国道141号：南佐久郡小海町豊里（終点）